# Női 50 méteres gyorsúszás a 2004. évi nyári olimpiai játékokon
A női 50 méteres gyorsúszást a 2004. évi nyári olimpiai játékokon a holland Inge de Bruijn nyerte a francia Malia Metella és az ausztrál Libby Lenton előtt. 

## Rekordok
| Világcsúcs     | Inge de Bruijn (NED) | 0:24.13 | Sydney, Ausztrália | 2000. szeptember 22. |
| Olimpiai csúcs | Inge de Bruijn (NED) | 0:24.13 | Sydney, Ausztrália | 2000. szeptember 22. |

## Döntő
| # | Név                | Ország           | Eredmény | Megjegyzés |
| - | ------------------ | ---------------- | -------- | ---------- |
| 1 | Inge de Bruijn     | Hollandia        | 24.58    |            |
| 2 | Malia Metella      | Franciaország    | 24.89    |            |
| 3 | Libby Lenton       | Ausztrália       | 24.91    |            |
| 4 | Therese Alshammar  | Svédország       | 24.93    |            |
| 5 | Kara Lynn Joyce    | Egyesült Államok | 25.00    |            |
| 6 | Michelle Engelsman | Ausztrália       | 25.06    |            |
| 7 | Jenny Thompson     | Egyesült Államok | 25.11    |            |
| 8 | Flávia Delaroli    | Brazília         | 25.20    |            |